# 777년

## 연호
- 당(唐) 대력(大曆) 12년
- 일본(日本) 호키(宝亀) 8년

## 기년
- 당(唐) 대종(代宗) 16년
- 신라(新羅) 혜공왕(惠恭王) 13년
- 발해(渤海) 문왕(文王) 41년

## 탄생
- 신라(新羅)의 42대 국왕(國王) 흥덕왕(興德王)

## 사망
- 발해(渤海)의 공주(公主) 정혜공주(貞惠公主)